# Zorro Blanco (cómic)
Ami Han es un superheroína ficticia que aparece en los cómics estadounidenses publicados por Marvel Comics. Creada por el escritor y artista Young hoon Ko, el personaje apareció por primera vez en Avengers: Electric Rain #1 (octubre de 2014).Ami Han es una superheroína de origen surcoreano.Ella pertenece a una raza de zorros de nueve colas que cambian de forma llamada Kumiho.Ella es conocida con el nombre en clave de Zorro Blanco.

## Desarrollo

### Concepto y creación
Ami Han se basa en la leyenda coreana del zorro de nueve colas.Ella apareció por primera vez como una personaje original en un webtoon con licencia de Marvel producido por Disney Corea.El editor en jefe de Marvel Comics, Chester Bror Cebulski, declaró más tarde: "El personaje ha demostrado ser tan popular que hemos decidido tomarlo de Corea. Se unirá a los personajes de los Vengadores en la serie de cómics estadounidense".La escritora Alyssa Wong comentó: "Ami Han es una Kumiho que creció sin una comunidad Kumiho, rodeada sólo de historias sobre cómo los de su especie son malvados, desalmados y crueles. Hay un cierto dolor que proviene de ese aislamiento cultural y odio externo, y es algo con lo que ha tenido que lidiar toda su vida. Lo encuentro profundamente convincente y resonante".

### Historial de publicaciones

#### 2010s
Ami Han debutó en Avengers: Electric Rain #1 (octubre de 2014), creada por el escritor y artista Young hoon Ko.Más tarde ella apareció en la serie Contest of Champions del 2015.Ella apareció en la serie Totally Awesome Hulk del 2016.Ella apareció en la serie de antología Civil War II: Choosing Sides del 2016.Ella apareció en la serie Domino: Hotshots del 2019.Ella apareció en el one-shot Future Fight Firsts: White Fox de 2019, su primer cómic en solitario.Según Diamond Comic Distributors, fue el cómic número 147 más vendido en octubre de 2019.Ella apareció en la serie War of the Realms: New Agents of Atlas del 2019.

#### 2020s
Ami Han apareció en la serie Taskmaster de 2020.Ella aareció en el one-shot anual de Black Cat de 2021.Más tarde apareció en el one-shot Death of Doctor Strange: White Fox de 2021, su segundo cómic en solitario.Según Diamond Comic Distributors, fue el cómic número 124 más vendido en diciembre de 2021.Ella apareció en la serie White Fox Infinity Comics de 2022 exclusiva de Marvel Unlimited, su primera serie de cómics en solitario.Ella apareció en la serie 2023 Tiger Division.Ella apareció en el one-shot anual de Spider-Gwen de 2023.

## Biografía ficticia
Ami Han pertenece a una raza mística de zorros de nueve colas cambiaformas conocida como Kumihos.Ellas dicen que son criaturas que pueden convertirse en mujeres hermosas. Ellas seducen a los hombres para comerse su corazón. Ella fue criada por su madre Kumiho. A ella le enseñaron a cazar y transformarse en Kumiho. Sin embargo, su madre fue asesinada por Samjokgus, otra especie de cambiaformas, que actúa como depredador de Kumihos. Ami Han vivió con su tía y su tío después.
Ella se unió al Servicio de Inteligencia Nacional, la principal agencia de inteligencia de Corea del Sur.Más tarde ella se convirtió en directora de la agencia y usó el nombre en clave Zorro Blanco.
Cuando uno de los agentes de Ami Han fue encontrado muerto, ella comenzó a investigar los motivos de su desaparición.Ella pidió la ayuda de los Ultimates.Juntos, descubrieron que Maestro estaba detrás de la muerte del agente y decidieron ir a Battleworld para enfrentarlo.
Zorro Blanco se unió a un equipo liderado por Domino para recuperar un poderoso artefacto que podría convertir a los humanos en Celestiales.Sin embargo, como quería el artefacto para sus propios fines, Han fue despedida como un resultado.Más tarde ella se reincorporó al equipo.
Ami Han luchó junto a Crescent y Luna Snow contra demonios provenientes de Muspelheim.Más tarde ella ayudó a Amadeus Cho a rescatar a Luna Snow de Sindr.Ella y el otro Agente de Atlas derrotaron a Sindr después.

## Poderes y habilidades
Ami Han tiene una variedad de superpoderes debido a su fisiología Kumiho. Ella posee fuerza sobrehumana, velocidad, agilidad, durabilidad, resistencia y sentidos.Ella es capaz de comunicarse con otros animales.Ella tiene la capacidad de absorber la energía de otros para rehabilitar su poder.Ami Han puede controlar a otros seres con el uso de su voz.Sus garras se pueden extender y retraer.Ella también puede transformarse en Kumiho.Además, es una combatiente cuerpo a cuerpo entrenada.

## Recepción
ames Ferguson de Comicon.com describió a Ami Han como una de las "mujeres fatales luchadoras" de Marvel.Samantha Puc de ComicsBeat llamó a Ami Han una de las "mujeres rudas" de Marvel y "mujeres fatales líderes"Angela Davis de Screen Rant declaró que Ami Han es un "héroe favorito de los fanáticos",mientras que Jules Chin Greene descubrió que el personaje encaja "perfectamente en el tipo de heroísmo que Marvel ha defendido durante décadas" debido a sus "especificidades culturales que ofrecen un nuevo giro a temas familiares".
Aja Romano de The Daily Dot describió a Ami Han como "rudo" y "hermosa" y dijo que "resultó muy popular entre los fanáticos de los cómics coreanos". Previews World llamó a Ami Han un "personaje favorito de los fanáticos".George Marston de Newsarama describió a Ami Han como una "estrella emergente de Marvel".

## En otros medios

### Videojuegos
Ami Han/Zorro Blanco aparece como personaje jugable en Marvel Future Fight.